# 田原加奈子
田原 加奈子（たはら かなこ、1986年（昭和61年）2月1日 - ）は、東京都出身の女性タレント。本名、田原 加奈子（たはら かなこ）。愛称は、かなたろー。1990年、芸能界にデビューし子役時代から活躍。バラエティ『天才てれびくん』てれび戦士（出演期間1993年度 - 1995年度）、『いないいないばあっ!』初代おねえさん・かなちゃんで知られる。『いないいないばあっ!』においては教育テレビのお姉さんならぬ、”教育テレビのジュニアアイドル”として活躍した。
現在は子供がいる。

## 略歴
- 1990年（平成2年） - 東京児童劇団に所属し、テレビ朝日系列の2時間ドラマ『女王蜂』で芸能界デビュー[2]。
- 1993年（平成5年） - NHK教育『天才てれびくん』にてれび戦士として3年間出演。
- 1996年（平成8年） - NHK教育『いないいないばあっ!』に初代おねえさんとして3年間出演。
- 2015年(平成27年) - NHK子育て支援サイト『すくコム』に近影とメッセージを寄稿。
- 2016年（平成28年） - 『いないいないばあっ! 20周年スペシャル』に声のみ出演。

## 出演

### テレビドラマ
- 火曜ミステリー劇場「横溝正史傑作サスペンス 女王蜂」 （1990年10月2日、テレビ朝日）
- 鳥人戦隊ジェットマン 第27話「魔界大脱出」（1991年8月16日、テレビ朝日） - 少女 役
- 本当にあった怖い話「ママが死んだ夜…」（1992年5月11日、テレビ朝日）
- 風車の浜吉捕物綴（1992年、フジテレビ）
- 信長 KING OF ZIPANGU（1992年9月13日 - 1992年9月20日、NHK総合テレビ）茶々 役
- 素顔のままで（1992年、フジテレビ）
- ネオドラマ「子供のケンカ!」（1993年2月15日 - 1993年2月18日、テレビ朝日）
- JTドラマBOX 泣きたい夜もある 第16回「出発」（1993年7月25日、毎日放送制作 TBS系全国ネット）
- 炎立つ 第二部 冥き稲妻（1993年、NHK総合テレビ）茜 役
- 妊娠ですよ（1994年、関西テレビ制作 フジテレビ系全国ネット）
- 金曜エンタテイメント 父の日スペシャル 中島らもの変なお父さん「お父さんのロックンロール」（1995年6月16日、フジテレビ）
- 流れ板七人 第4話「恋の給食・野菜料理大作戦」（1997年2月6日、テレビ朝日）
- 智子と知子（1997年、TBSテレビ）

### バラエティ
- 天才てれびくん（1993年4月 - 1996年3月、NHK教育テレビ） - てれび戦士
- いないいないばあっ!（1996年4月1日 - 1999年4月2日、NHK教育テレビ）初代おねえさん・かなちゃん[5]

## ディズニーの日本語版の声優
- ケーシィお姉さん（１８歳のお姉さん、ディズニー・ジュニア・ライブ・オン・ステージ）（ケーシィお姉さんのかくれんぼといないいないばあ）

### その他のテレビ番組
- なんでもQデラックス（1997年12月31日、NHK教育）
- おかあさんといっしょとゆかいななかま〜わくわく大行進〜（1999年3月、NHK教育）

### CM
- カルビー かっぱえびせん
- ミツカン おむすび山、五目ちらし
- オリエンタルランド 東京ディズニーランド
- 福武書店 進研ゼミ小学講座
- デビアス スイートテンダイヤモンド
- 講談社 たのしい幼稚園
- エステー化学 ネオパラ
- 日本航空
- 日本ケンタッキー・フライド・チキン
- 松下電工 床暖房
- カルピス 紙容器
- NTTサンクスフェア FAX編
- サンヨー食品 サッポロ一番
- JR東日本